# Тумилович, Алина Артуровна
Али́на Арту́ровна Тумило́вич (бел. Аліна Артураўна Туміловіч; род. 21 апреля 1990 года в Минске) — белорусская гимнастка, специализирующаяся в групповых упражнениях (художественная гимнастика). Серебряный призёр Олимпийских игр 2012 года, бронзовый призёр Олимпийских игр 2008 года (обе медали — в групповом многоборье). Чемпионка Европы 2012 года. Заслуженный мастер спорта Республики Беларусь (2008). Осенью 2012 года объявила о завершении карьеры.